# ياسر رعد
ياسر رعد (مواليد 25 يونيو 1977) لاعب كرة قدم عراقي يجيد اللعب في مركز الدفاع مع نادي السليمانية.

## روابط خارجية
- ياسر رعد على موقع قاعدة بيانات كرة القدم.إي يو (الإنجليزية)
- ياسر رعد على موقع ناشيونال فوتبول تيمز (الإنجليزية)
- ياسر رعد على موقع أوليمبيديا (الإنجليزية)